# 亞利桑那土狼
亚利桑那郊狼队（英語：Arizona Coyotes），前身為鳳凰城郊狼隊（Phoenix Coyotes），是位於美國坦佩的前國家冰球聯盟隊伍。
1972年，鳳凰城郊狼隊成立，其前身為溫尼伯噴射機隊（Winnipeg Jets），於1996年才遷至格伦代尔。
自2014-2015年球季起，該隊名被改為目前的「亞利桑那土狼」。球隊於2024年停止一切體育事務，並且被國家冰球聯盟視為「閒置」（inactive）隊伍。